# پاول هایزه
پاول یوهان لودویگ فون هایزه (به آلمانی: Paul Johann Ludwig von Heyse) (زادهٔ ۱۸۳۰ - درگذشتهٔ ۱۹۱۴) نویسندهٔ آلمانی و برندهٔ جایزه نوبل ادبیات بود.

## زندگی
او در برلین به دنیا آمد. پدرش زبان‌شناس برجسته‌ای بود و مادرش جواهرساز دربار و از خویشاوندان فلیکس مندلسون بود.
پل تحصیلات خود را در برلین و بن در رشته زبان‌های یونانی و لاتین انجام داد. چندین شعر از ایتالیایی ترجمه کرد. بیش از ۶۰ نمایشنامه و چند رمان و داستان کوتاه نوشت.
در سال ۱۹۱۰ برنده جایزه نوبل ادبیات شد. یکی از داوران جایزه نوبل دربارهٔ او گفت «از گوته به بعد چنین نابغه‌ای نداشته‌ایم.»

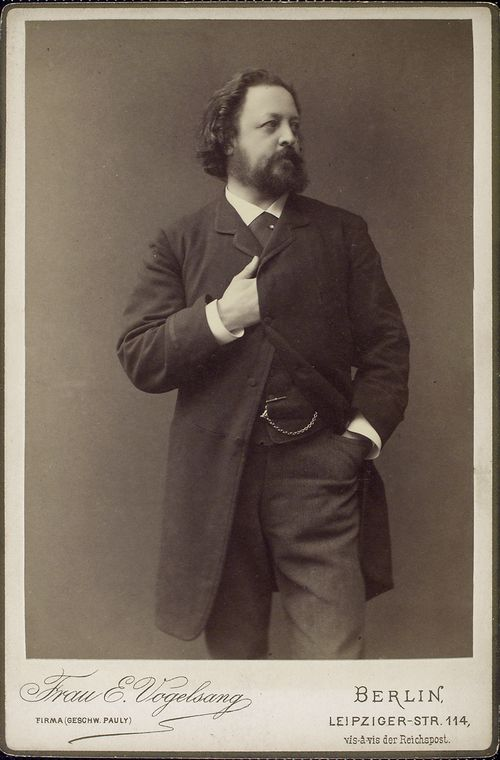
در سال ۱۸۸۵

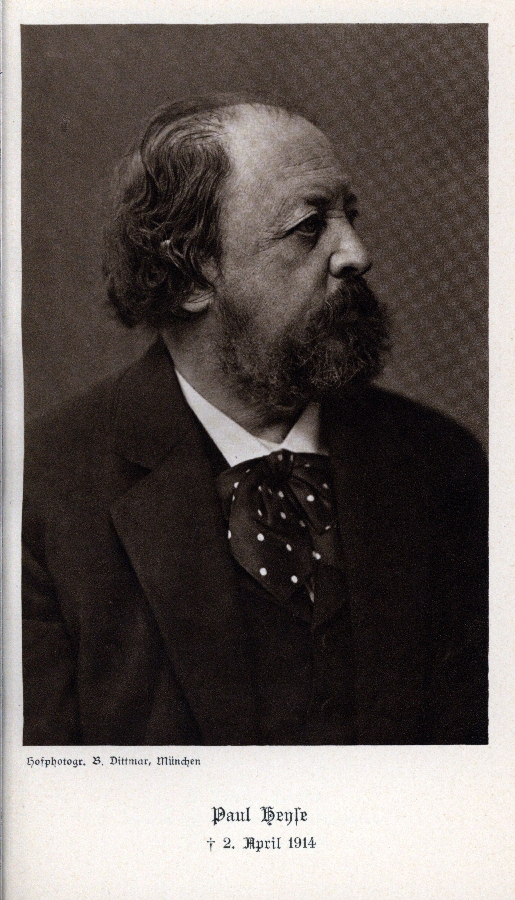
هیزه در ۱۹۱۴

## آثار

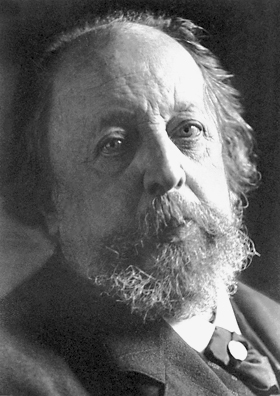
هایزه در سال ۱۹۱۰

- آربیاتا (۱۸۵۵)
- بچه‌های دنیا (۱۸۷۳)
- نولهای دریاچه گاردو
- آندرئا دلفین
- تصویر یک مادر
- برای بهشت